# Radimella palosensis
Radimella palosensis är en kräftdjursart som först beskrevs av LeRoy 1943.  Radimella palosensis ingår i släktet Radimella och familjen Hemicytheridae. Inga underarter finns listade i Catalogue of Life.